# ルキウス・ウァレリウス・フラックス (紀元前100年の執政官)
ルキウス・ウァレリウス・フラックス（ラテン語: Lucius Valerius Flaccus、- 紀元前64年）は、紀元前2世紀後期・紀元前1世紀前期の共和政ローマの政治家。紀元前100年に執政官（コンスル）、紀元前97年にケンソル（監察官）を務めた。

## 出自
フラックスは、ローマで最も著名なパトリキ（貴族）であるウァレリウス氏族の出身である。ウァレリウス氏族の祖先はサビニ族であり、王政ローマをロームルスとティトゥス・タティウスが共同統治した際に、ローマへ移住したとされる。その子孫に共和政ローマの設立者の一人で、最初の執政官であるプブリウス・ウァレリウス・プブリコラがいる。その後ウァレリウス氏族は継続的に執政官を輩出してきた。特にフラックス家は紀元前3世紀中盤から紀元前1世紀中盤まで活躍し、メッサラ家と並んでウァレリウス氏族の中でも最も繁栄した。
フラックス家は6代に渡り執政官を出している。父は紀元前131年の執政官ルキウス・ウァレリウス・フラックス、祖父ルキウスは紀元前152年の執政官、曾祖父ルキウスは紀元前195年の執政官で、紀元前184年にはマルクス・ポルキウス・カト・ケンソリウスと共に監察官を務めた。さらに高祖父プブリウスは紀元前227年の執政官、その父ルキウスは紀元前261年の執政官であり、フラックスのコグノーメン（第三名、家族名）を使ったのは彼が最初と思われる。

## 経歴
フラックスは、父と同様にマールス神殿の最高神官（フラメン・マルティアリス）に就いていた。若い頃から、この名誉ある役職は彼に社会的地位と共に、政治闘争が絶え間ない当時の世相の中で、安全を提供した。神官職の規則に従い、フラックスはローマ市内に留まらなければならず、従軍する権利はなかった。このため、目立った功労や卓越した能力を示すことはできなかったが、最高位のポストに就けたのは、神官としての地位のおかげかもしれない。
執政官就任年とウィッリウス法の規定から逆算して、フラックスは遅くとも紀元前103年にはプラエトル（法務官）に就任したはずである。紀元前101年末、フラックスはガイウス・マリウスと共に執政官選挙に立候補した。マリウスは既に5回（うち4回は連続）も執政官を務めており、どんな犠牲を払ってもその地位を維持しようとした。このため、賄賂と彼の軍の退役兵を使い、2度めの執政官を狙ったクィントゥス・カエキリウス・メテッルス・ヌミディクスの当選を阻止した。結果、マリウスとフラックスが紀元前100年の執政官に選出された。この年には様々な出来事があったが、フラックスの関与に関する情報はない。ただ、プルタルコスは、全ての状況を考慮に入れて、フラックスを「マリウスの同僚というよりもむしろ共犯者」と呼んでいる。
紀元前97年には、プレブス（平民）のマルクス・アントニウス・オラトルと共に、監察官に就任する。歴史家エルンスト・ベディアンは、国勢調査において、ローマに多くの非ローマ市民のイタリア人が居住していることが判明し、このため紀元前95年にリキニウス・ムキウス法が制定されたと示唆している。この法律により、正当なローマ市民権を有することを証明できなかったイタリア人は、ローマから追放されることとなった。監察官としては、護民官マルクス・ドゥロニウスを元老院から除名しているが、ドゥロニウスは祭日にお金を使うことを制限する法律を成立させていた人物で、その除名により法律は停止された。一方のドゥロニウスは、監察官任期が終わるのを待って、オラトルを収賄罪で告訴した
その後フラックスは政治から離れる。マルクス・アエミリウス・スカウルスが紀元前89年頃に死去すると、存命の監察官経験者の中で最高齢となったフラックスは、元老院筆頭（プリンケプス・セナトゥス）となった。政治活動に参加しなかったことが、ローマ内戦中の安全につながった。
紀元前88年、ローマではマリウス派の護民官プブリウス・スルピキウス・ルフスがクーデーターを行うが、バルカン半島に出征していた執政官ルキウス・コルネリウス・スッラはローマに戻り、これを鎮圧しマリウス派を一掃する。翌紀元前87年には、再び外征していたスッラの隙をついて、マリウスとルキウス・コルネリウス・キンナがローマを占領した。この間にスッラはバルカン半島でポントスとの間に第一次ミトリダテス戦争を戦っていたが、同時にマリウス派との決戦の準備も行っていた。フラックスが紀元前85年に元老院筆頭として演説を行い、スッラとの和平実現プロセスを協議させている記録があることから、歴史学者は、元老院には両派閥間の妥協案を提唱した影響力のある中道主義者のグループがいたと考えている。このグループの指導者がフラックスであり、他にはルキウス・マルキウス・ピリップス、グナエウス・コルネリウス・ドラベッラ、マメルクス・アエミリウス・レピドゥス・リウィアヌス等がいた。しかし、戦いが避けられないことが明らかになったとき、中道主義者たちは次々と、スッラの側に回っていった。
紀元前82年、この内戦でスッラが勝利する。フラックスは長く任命されていなかったインテルレクスに任命される。そもそもインテルレクスの任務は、何らかの理由で執政官が任期を全う出来ない場合、新たに執政官を選出する民会を召集することであった。しかしフラックスは執政官選挙は行わず、「法律を制定し、共和国に秩序を回復する」（legibus faciendis et rei publicae constituendae causa）ために、スッラに終身ディクタトル（独裁官）の権限を与える法案を提出した（通常独裁官の任期は半年）。この法案は成立し、フラックスにはマギステル・エクィトゥム（騎兵長官、実際には独裁官副官）の地位が与えられた。キケロは演説の中で、全ての法の中で最も不公平で法律らしくないのは、インテルレクスのフラックスがスッラにおもねって定めた「彼（スッラ）のしたことは全て批准されるべき」で、これは忌むべき法だが、彼自身というよりもあの時代の要請であったと語っている。
フラックスの没年に関する記録はない。しかしキケロは、紀元前63年のガイウス・ラビリウスの弁護において、「故人フラックスはまだ人々の記憶に新しい」と語っている。また、ルキウス・コルネリウス・レントゥルス・ニゲルが紀元前64年にフラメン・マルティアリスに就任している（神官は終身職）ことから、歴史家F. ミュンツァーはフラックスの没年を紀元前64年と推定している。

## 参考資料

### 古代の資料
- ウァレリウス・マクシムス『有名言行録』
- カピトリヌスのファスティ
- プルタルコス『対比列伝』
- マルクス・トゥッリウス・キケロ『弁論家について』
- マルクス・トゥッリウス・キケロ『ガイウス・ラビリウス弁護』
- マルクス・トゥッリウス・キケロ『農地法について』

### 研究書
- Bedian E. Zepion and Norban (Notes on the Decade of 100-90 BC) // Studia Historica. - 2010. - number X . - S. 162-207 .
- Korolenkov A., Smykov E. Sulla. - M .: Molodaya gvardiya, 2007 .-- 430 p. - ISBN 978-5-235-02967-5 .
- Broughton R. Magistrates of the Roman Republic. - New York, 1951. - Vol. I. - P. 600.
- Broughton R. Magistrates of the Roman Republic. - New York, 1952. - Vol. II. - P. 558.
- Keaveney A. Who were the Sullani?  // Klio. - 1984 .-- T. 66 . - S. 114-150 .
- Münzer F. Valerius 162ff // Paulys Realencyclopädie der classischen Altertumswissenschaft . - 1955. - Bd. VIII A, 1. - Kol. 3-5.
- Münzer F. Valerius 176 // Paulys Realencyclopädie der classischen Altertumswissenschaft . - 1955. - Bd. VIII A, 1. - Kol. 22-25.
- Volkmann H. Valerius // Paulys Realencyclopädie der classischen Altertumswissenschaft . - 1948. - Bd. VII A, 1. - Kol. 2292-2296.

(Volkmann H. Valerius 89 // Paulys Realencyclopädie der classischen Altertumswissenschaft . - 1948. - Bd. VII A, 1. - Kol. 2311.